# Paracalliax bollorei
Paracalliax bollorei är en kräftdjursart som beskrevs av de Saint Laurent 1979. Paracalliax bollorei ingår i släktet Paracalliax och familjen Ctenochelidae. Inga underarter finns listade i Catalogue of Life.